# Mario Casariego y Acevedo

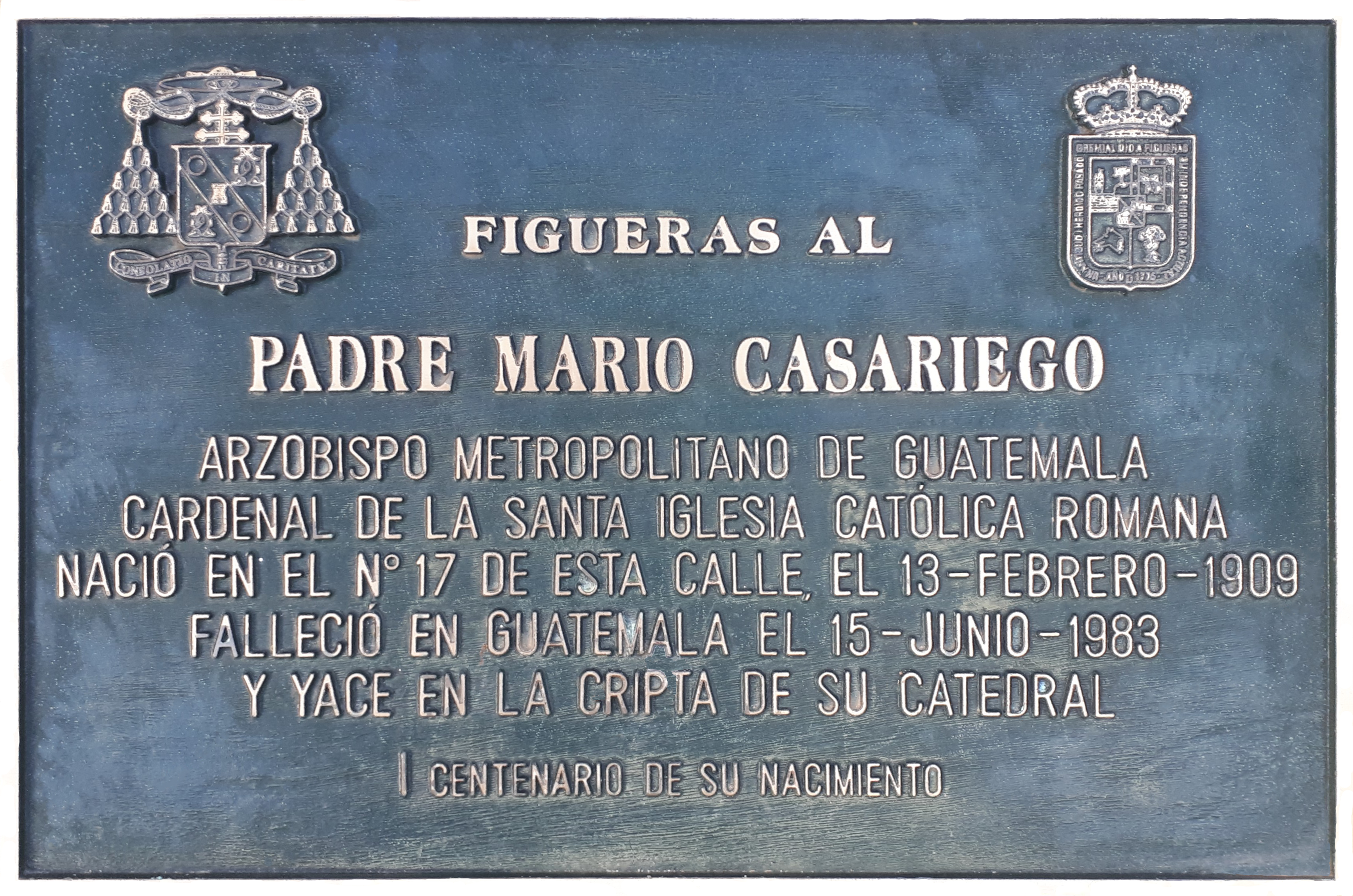
Figueras, Castropol.

Mario Casariego y Acevedo (Castropol, 13 febbraio 1909 – Città del Guatemala, 15 giugno 1983) è stato un cardinale e arcivescovo cattolico spagnolo naturalizzato guatemalteco.

## Biografia
Nacque a Figueres de Castropol il 13 febbraio 1909.
Faceva parte dei chierici regolari di Somasca.
Papa Paolo VI lo elevò al rango di cardinale nel concistoro del 28 aprile 1969.
Morì il 15 giugno 1983 all'età di 74 anni.

## Genealogia episcopale e successione apostolica
La genealogia episcopale è:
- Cardinale Scipione Rebiba
- Cardinale Giulio Antonio Santori
- Cardinale Girolamo Bernerio, O.P.
- Arcivescovo Galeazzo Sanvitale
- Cardinale Ludovico Ludovisi
- Cardinale Luigi Caetani
- Cardinale Ulderico Carpegna
- Cardinale Paluzzo Paluzzi Altieri degli Albertoni
- Papa Benedetto XIII
- Papa Benedetto XIV
- Papa Clemente XIII
- Cardinale Bernardino Giraud
- Cardinale Alessandro Mattei
- Cardinale Pietro Francesco Galleffi
- Cardinale Filippo de Angelis
- Cardinale Amilcare Malagola
- Cardinale Giovanni Tacci Porcelli
- Papa Giovanni XXIII
- Cardinale Mario Casariego y Acevedo, C.R.S.

La successione apostolica è:
- Vescovo Eduardo Ernesto Fuentes Duarte (1980)